# Ferenc Tóth
Ferenc Tóth (né le 8 février 1909 et mort le 26 février 1981) est un lutteur hongrois spécialiste de la lutte gréco-romaine. Il participe aux Jeux olympiques d'été de 1936 et aux Jeux olympiques d'été de 1948 en combattant dans la catégorie des poids plumes. En 1948, il remporte la médaille de bronze.

## Palmarès

### Jeux olympiques
- Jeux olympiques de 1948 à Londres,  Royaume-Uni
  -  Médaille de bronze.